# Jan Hirt
Jan Hirt (ur. 21 stycznia 1991 w Třebíciu) – czeski kolarz szosowy.

## Osiągnięcia
Opracowano na podstawie:

2008
- 1. miejsce na 4. etapie Tour du Pays de Vaud

2009
- 1. miejsce w GP Général Patton
  - 1. miejsce na 2. etapie

2012
- 1. miejsce w klasyfikacji młodzieżowej Okolo Slovenska

2013
- 1. miejsce na 4. etapie Tour d’Azerbaïdjan
- 2. miejsce w Grand Prix Priessnitz spa
- 1. miejsce na 1. etapie Czech Cycling Tour (jazda drużynowa na czas)

2014
- 1. miejsce na 3. etapie Czech Cycling Tour
- 3. miejsce w Tour Alsace
- 3. miejsce w Grand Prix Kralovehradeckeho kraje

2015
- 3. miejsce w Österreich-Rundfahrt

2016
- 1. miejsce w Österreich-Rundfahrt
  - 1. miejsce na 4. etapie

2017
- 3. miejsce w Tour of Croatia

2022
- 1. miejsce w Tour of Oman
  - 1. miejsce na 5. etapie
- 6. miejsce w Giro d’Italia
  - 1. miejsce na 16. etapie

## Rankingi
| Rok             | 2012 | 2013 | 2014 | 2015 | 2016 | 2017 | 2018 | 2019 | 2020 | 2021 | 2022 | 2023  | 2024 |
| --------------- | ---- | ---- | ---- | ---- | ---- | ---- | ---- | ---- | ---- | ---- | ---- | ----- | ---- |
| UCI World Tour  |      |      |      |      | -    | -    | 285. |      |      |      |      |       |      |
| World Ranking   |      |      |      |      | 436. | 253. | 725. | 201. | 865. | 598. | 78.  | 1177. | 186. |
| UCI Europe Tour | 742. | 183. | 221. | 175. | 264. | 249. | 849. | 167. | 686. | 482. | 66.  | -     | 151. |
| UCI Asia Tour   | -    | -    | -    | -    | -    | -    | 563. |      |      |      |      |       |      |
|                 |      |      |      |      |      |      |      |      |      |      |      |       |      |
| Źródło: UCI     |      |      |      |      |      |      |      |      |      |      |      |       |      |